# C16H22O2
化学式C16H22O2（摩尔质量：246.35 g/mol）可以指以下化合物：
- Vinyl 8-phenyloctanoate，CAS号：63339-71-9
- Ethyl (4-cyclohexylphenyl)acetate，CAS号：15649-06-6
- 1-苯基-1,3-癸二酮，CAS号：68892-13-7
- 环己基丙酸苄酯，CAS号：501357-36-4

|  | 这个同类索引页列出了具有相同分子式的化学物（即同分異構體）条目。 除非您是有意链接至本页，否则应将相应条目的内部链接指向正确的条目。 |